# Sjeverna juričica
Sjeverna juričica (lat. Acanthis flammea; sinonim: Carduelis flammea) je vrsta u porodici zeba. Obitava, što i sam naziv vrste sugerira, na sjeveru Europe (Britanija, skandinavske zemlje, Rusija), a zimi seli u toplije krajeve. Po izgledu je veoma slična polarnoj juričici, što otežava njezinu identifikaciju.

## Neke podvrste
- Acanthis flammea flammea (Skandinavija, Rusija)
- Acanthis flammea rostrata (Grenland)
- Acanthis flammea islandica

## Ostali projekti
|  | Zajednički poslužitelj ima još gradiva o temi Sjeverna juričica |
|  | Wikivrste imaju podatke o taksonu Sjeverna juričica             |